# 白斑军舰鸟

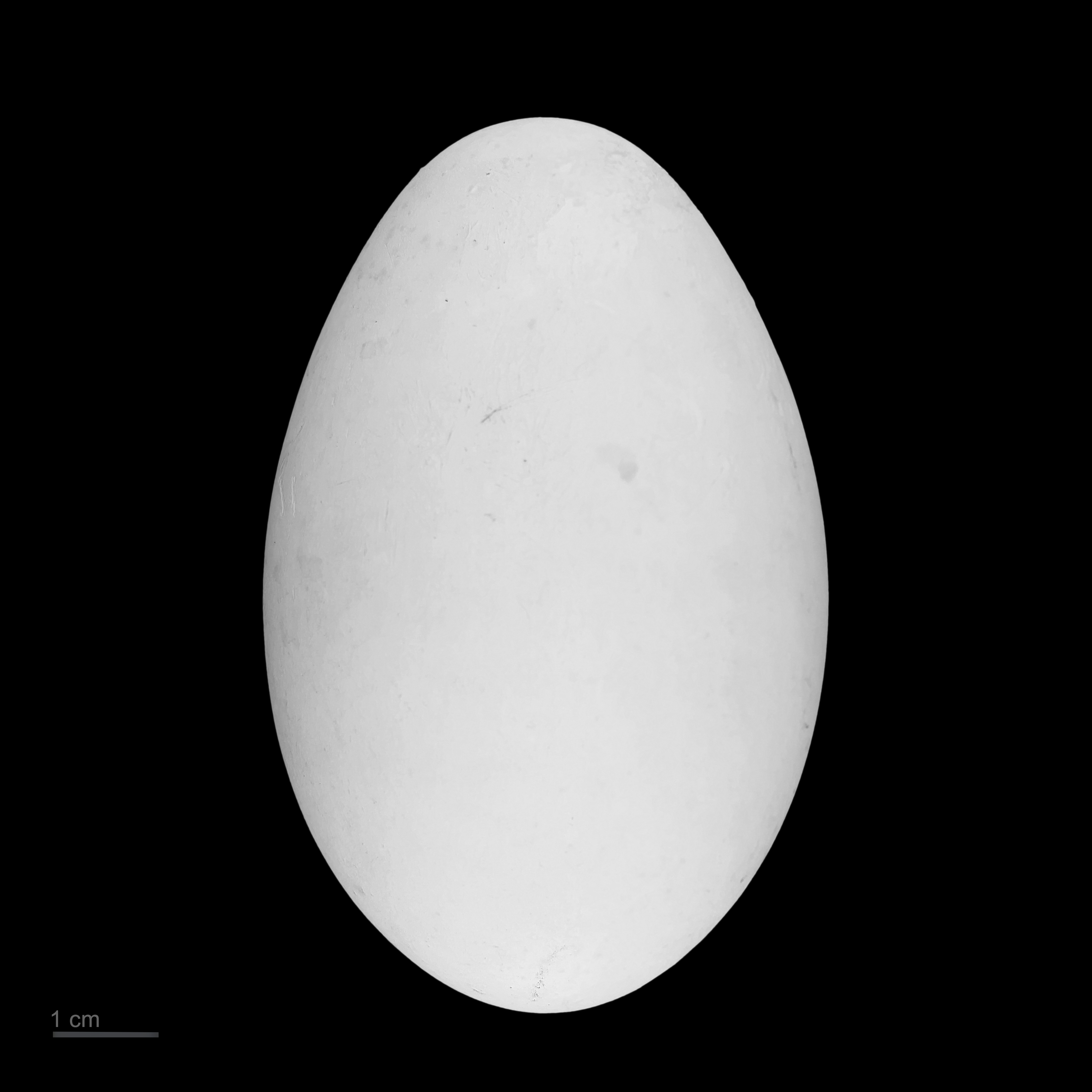
白斑军舰鸟的蛋

白斑军舰鸟（学名：Fregata ariel）为军舰鸟科军舰鸟属的一种海鸟，主要分布于印度洋与太平洋的热带海域。该鸟多为黑色，且会因性别不同而在不同部位长出白色斑纹。其以鱼类为主食，且会抢夺其他海鸟的食物。目前白斑军舰鸟种群庞大，分布广泛，IUCN将其评为无危。

## 物种命名
白斑军舰鸟的属名“Fregata”为德语护卫舰之意，种加词“ariel”则来自于中世纪欧洲传说中的空气妖精。

## 亚种
白斑军舰鸟共有三个亚种：
- 指名亚种，分布自印度洋中部至太平洋中部[3]。
- ，1914年由澳洲鳥類學家格里高利·马修（英语：Gregory Mathews）命名，分布于印度洋西部[3]，其亚种名来自于鸟类学家汤姆·艾尔戴尔（英语：Tom Iredale）[2][4]。
- 特立尼达亚种，1919年由巴西動物學家阿里皮奥·德·米兰达-里贝罗（英语：Alípio de Miranda-Ribeiro）命名，[5]仅分布於大西洋西南部的特林达迪和马丁瓦斯群岛与特立尼达岛，其亚种名意为“特立尼达”，可能已經絕種[3][6]。

## 外貌描述

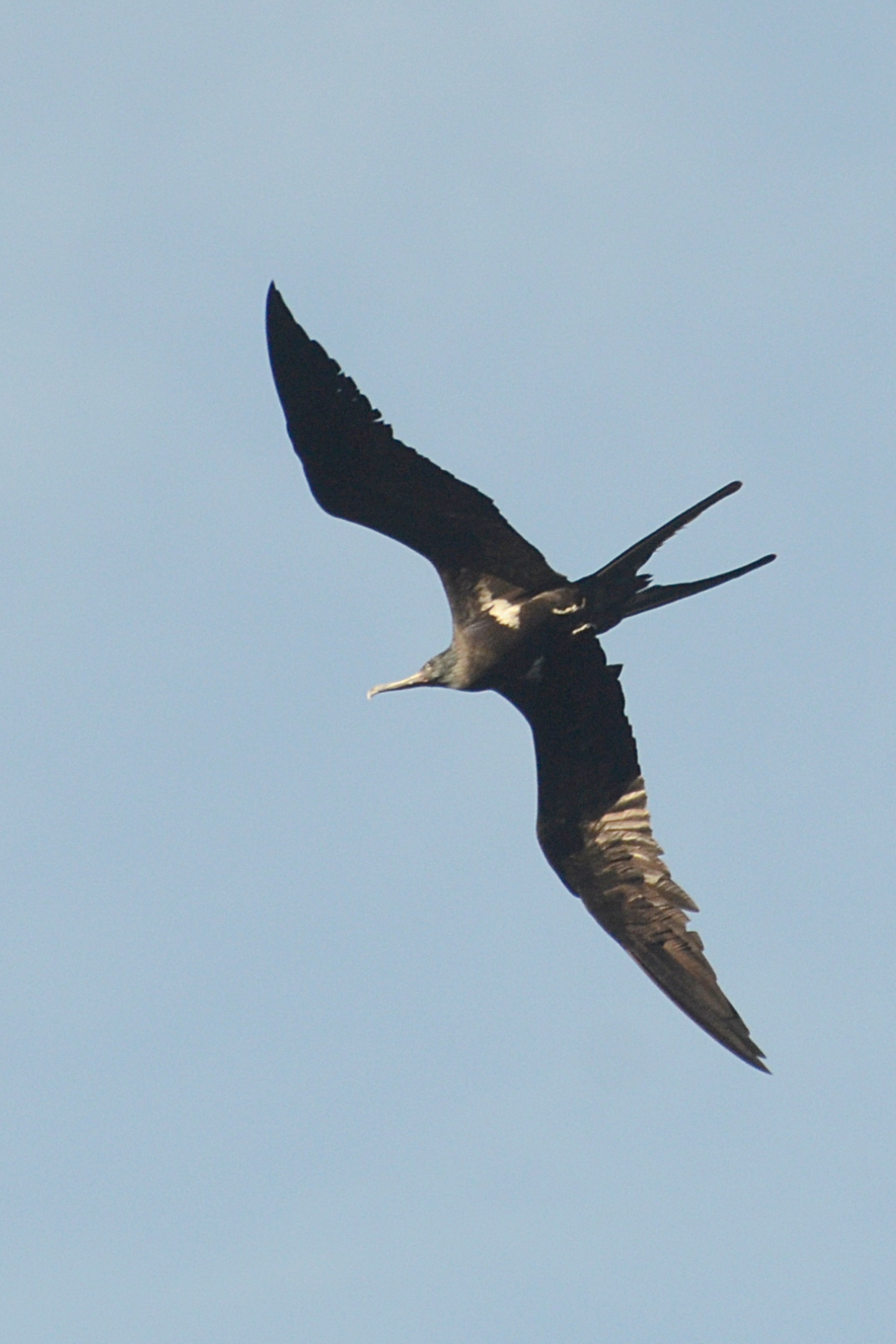
飞行中的白斑军舰鸟，摄于印度尼西亚北苏拉威西省，注意其翅膀下方的月牙形白色图案以及深叉的尾部

白斑军舰鸟为黑色大型海鸟，翼长而尖，尾深叉。其鸟喙长，呈钩状。繁殖季的雄鸟为棕黑色，头颈部、肩胛和上背部有蓝、绿或紫色光泽，瞳孔和鸟喙为暗棕色，翅膀下有一月牙形白斑，喉囊为明红色，腿为粉色。雌鸟同样大体为棕黑色，但全身无光泽，胸部和前腰腹部有一大片延伸至后颈部的白斑，肩胛的覆羽边缘亦为白色，眼眶周围有粉红色的裸露皮肤，鸟喙为蓝黑色或粉红色。幼鸟头胸部为杏黄色或褐色，后颈为白色，腹部为黑色，肩胛和上背部全部或仅有边缘为淡褐色。幼鸟中覆羽和小覆羽边缘为浅褐色，因此其翅膀上部会有浅色的平行条纹。该鸟是最小的一种军舰鸟。

## 物种分布
白斑军舰鸟主要分布于印度洋和太平洋中西部的热带水域，在巴西沿海的几处岛礁也有分布。此外，该鸟偶尔会作为迷鸟出现在常规分布范围以外的地区，如新西兰、香港、日本、俄罗斯堪察加半岛以及美国的怀俄明州和加利福尼亚州。

## 生态与习性

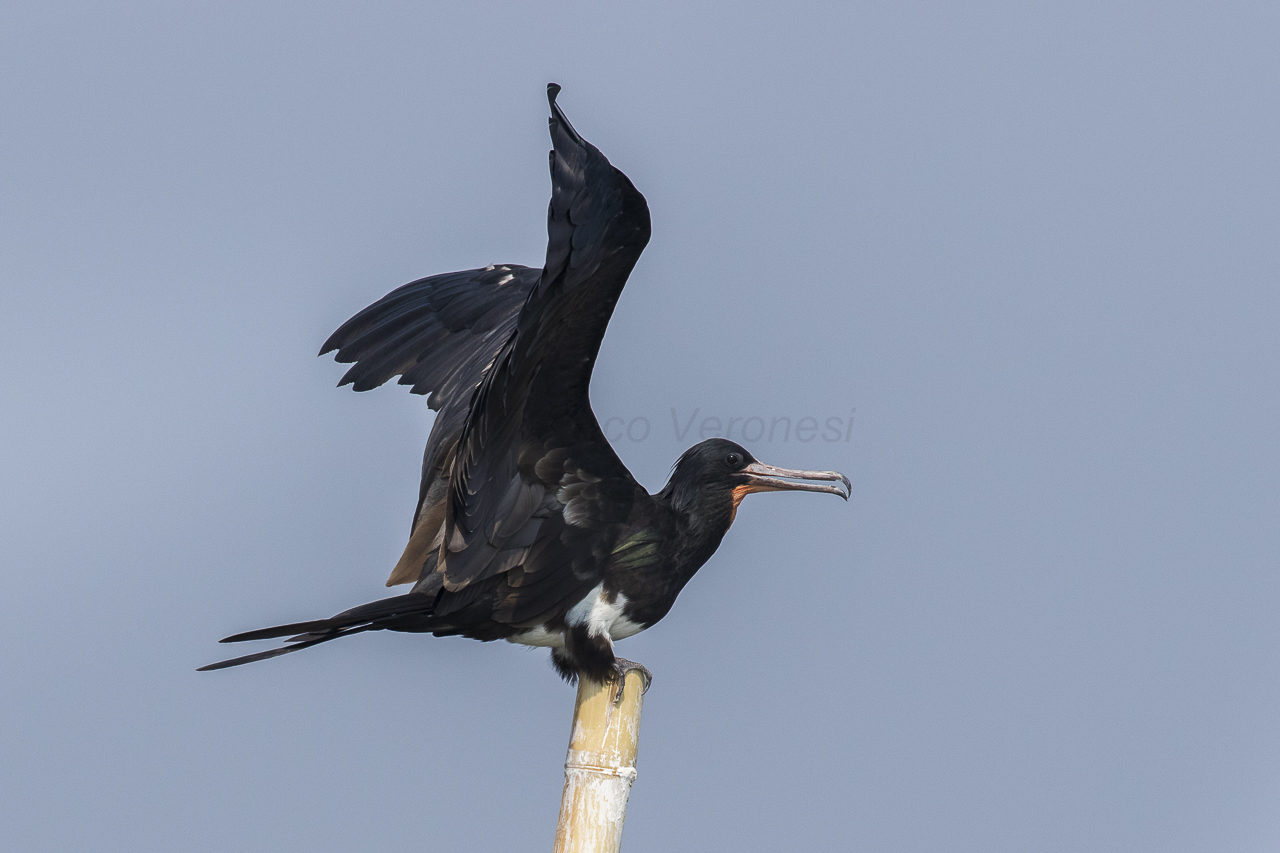
在杆头休息的白斑军舰鸟，摄于雅加达

### 栖息地
白斑军舰鸟一般在有低矮植被的热带岛礁上筑巢，且常混居于蓝脸鲣鸟、红脚鲣鸟、褐鲣鸟、大凤头燕鸥、乌燕鸥和白顶玄燕鸥等海鸟的群落中。

### 觅食
白斑军舰鸟主要以飞鱼和鱿鱼为食。捕食时，白斑军舰鸟会低空掠过海面并衔走猎物。此外，其还会食用海鸟的蛋与雏鸟，以及腐肉和鱼类下水。

#### 盗食寄生
白斑军舰鸟会进行盗食寄生：其会尝试自鲣鸟或玄燕鸥处掠走对方捕得的猎物。其盗食寄生的时间与对象在种群内部有所差异：例如，澳大利亚雷恩岛的种群中成年雄性一般在上午进行盗食寄生，攻击对象一般是蓝脸鲣鸟，而雌性与未成年个体则更多会在下午进行，攻击对象多为白顶玄燕鸥。

### 繁殖
白斑军舰鸟一年四季均会繁殖，但部分种群繁殖集中于旱季。雄鸟每年均会参与繁殖，而雌鸟则会在上次繁殖成功的情况下间隔一年再交配。单身的雄鸟会聚集成群并向雌鸟求偶，这一行为常常连续数小时不断。其鸟巢由树枝堆成，多位于树上。在交配完成后，尚未找到配偶的雄鸟常会杀死无人看守的雏鸟以争夺该巢的雌鸟。例如，一项对阿尔达布拉环礁繁殖的16对白斑军舰鸟的跟踪调查显示，当年其中11对的雏鸟遭其他雄鸟杀死。这一行为可能是由于白斑军舰鸟中雄性远多于雌性所致。其鸟蛋约在45日后孵化，雏鸟会在20—24周后长出羽翼，但此后父母仍然会照料雏鸟数月。

## 种群现状
白斑军舰鸟种群庞大，目前约有数十万只现存个体，加之其分布广泛，IUCN将其评级为无危。然而，由于其种群繁殖率受厄尔尼诺现象影响而有所降低，且有海员会乘小艇前往其繁殖地盗采该鸟的雏鸟与蛋，目前白斑军舰鸟种群呈下降趋势。